# Volo ČSA 001
Il Czechoslovak Airlines 001 era un volo operato da un Ilyushin Il-18B con quattro motori turboelica, registrato come OK-NAB, che operava come volo regionale da Praga a Bratislava, nell'allora Cecoslovacchia. L'aereo cadde nel lago Zlaté Piesky durante il tentativo di atterrare a Bratislava il 28 luglio 1976. Morirono tutti i 6 membri dell'equipaggio e 70 dei 73 passeggeri.

## L'incidente
Il volo partì dall'aeroporto di Praga alle 8:52 (CEST) proseguendo regolarmente verso Bratislava. Alle 9:35:10 l'Ilyushin ricevette l'autorizzazione dalla torre di controllo a Bratislava per atterrare sulla pista 22. Per ragioni non chiare, l'equipaggio eseguì un avvicinamento strumentale ILS altamente non stabilizzato alla pista 22, con un rateo di discesa fino a 22 m/s (72 piedi/s) invece di 10 m/s (33 piedi/s), velocità che variavano da 225 a 435 km/h (da 140 a 270 mph) invece di 269 km/h (167 mph) e la selezione dei flap direttamente da 0 gradi a completamente estesi, invece che con incrementi graduali. Durante l'avvicinamento alla pista, i piloti impostarono inavvertitamente gli inversori di spinta dei motori 2 e 3 (i motori di mezzo) mentre erano ancora in aria. L'inversione di spinta causò un guasto nel 3° motore e l'equipaggio mise in bandiera (sempre per sbaglio) l'elica del 4°, perdendo tutta la spinta sul lato destro del velivolo. A 50 m (160 piedi) sopra la soglia della pista i piloti tentarono di eseguire una riattaccata. Provarono a riavviare il n. 4 a 40 m (130 ft), ma il conseguente rollio a destra causato dalla spinta asimmetrica si accentuò; il velivolo perse il controllo e colpì la superficie del lago Zlaté piesky in un'inclinazione a destra di 60 gradi e con un assetto di 60 gradi col muso verso il basso.

## L'indagine
Le cause dell'incidente furono:
- Utilizzo dell'inversore di spinta ad altitudini inferiori a 1.000 m (3.300 piedi).
- Uso improprio delle leve di spinta dei motori interni.
- Riduzione della velocità al di sotto del limite consentito all'avvicinamento finale.
- Messa in bandiera errata del motore numero 4.
- Mancata inclinazione dell'aereo verso il lato dei motori funzionanti.
- La causa determinante fu il tentativo di avviare il motore numero 4 a velocità e quota troppo basse.

## Operazioni di salvataggio
L'aereo si schiantò nel lago Zlaté Piesky in una zona densamente popolata e le operazioni di soccorso partirono subito dopo la caduta. I subacquei di Svazarm cercarono di dare una mano, ma la maggior parte dei passeggeri era annegata o morta a causa dello schianto. Inizialmente vennero recuperati quattro passeggeri ancora vivi, ma uno di loro morì poco dopo in ospedale.

## Controversie
Un passeggero sopravvissuto dichiarò, durante un'intervista, che il comandante aveva richiesto un atterraggio di emergenza a Brno, che venne respinto a causa della visita della delegazione vietnamita in città, e un atterraggio d'emergenza avrebbe danneggiato l'immagine del paese. Affermò inoltre che l'aeroporto di Vienna aveva offerto un permesso di atterraggio d'emergenza, rifiutato dalle autorità comuniste. Non è chiaro come un passeggero sopravvissuto potesse essere a conoscenza delle azioni del pilota durante il volo, o come la ricerca di un sito di atterraggio d'emergenza alternativo fosse correlata a un avvicinamento non stabilizzato con involontario dispiegamento di inversione di spinta a Bratislava.